# كسوف الشمس 14 سبتمبر 2099
كسوف الشمس 14 سبتمبر 2099 من المتوقع أن يحدث كسوف كلي للشمس في 14 سبتمبر 2099. يحدث كسوف الشمس هذا عندما يمر القمر بين الأرض والشمس، وبذلك سيحجب ضوء الشمس كليًا أو جزئيًا عن الأرض. يحدث الكسوف الكلي للشمس عندما يكون القطر الظاهري للقمر أكبر من قطر الشمس، مما يحجب كل ضوء الشمس المباشر، ويحول النهار إلى ظلام. تحدث الكلية في مسار ضيق عبر سطح الأرض، مع كسوف جزئي للشمس مرئي فوق المنطقة المحيطة بعرض آلاف الكيلومترات.

## المواقع التي سيكون في الكسوف كليا
سيبدأ الكسوف عند شروق الشمس قبالة الساحل الغربي لكندا، وتتحرك شرقًا عبر كندا ( كولومبيا البريطانية وألبرتا وساسكاتشوان) والولايات الشمالية للولايات المتحدة (داكوتا الشمالية، مينيسوتا، ويسكونسن، إلينوي، إنديانا، ميشيغان، أوهايو، فيرجينيا الغربية، فيرجينيا ونورث كارولينا). سينتهي الكسوف في المحيط الأطلسي، ويكون ظاهرًا جزئيًا في أجزاء من أوروبا وغرب إفريقيا وفي جميع أنحاء أمريكا الشمالية والجنوبية.
سيظهر الكسوف الكلي عبر مدن ماديسون وويسكونسن وغراند رابيدز بولاية ميشيغان. كان آخر كسوف كلي للشمس فوق هاتين المدينتين مع بعضهم في 16 مايو 1379 و18 أبريل 1558.

### كولومبيا البريطانية
- بحيرة ويليامز

### ألبرتا
- كالجاري
- ميديسن هات

### ساسكاتشوان
- التيار السريع

### مونتانا
- بلينتيوود

### شمال داكوتا
- ويليستون
- مينوت
- فارجو
- جراند فوركس

### مينيسوتا
- سانت كلاود
- مينيابوليس
- القديس بول

### ولاية ويسكونسن
- يو كلير
- واوساو
- لا كروس
- أوشكوش
- شيبويجان
- ماديسون
- جينسفيل
- ميلووكي
- كينوشا

### إلينوي
- ووكيجان
- إيفانستون

### ميشيغان
- المنحدرات الكبرى
- لانسينغ
- كالامازو
- آن أربور

### إنديانا
- جنوب بيند
- فورت واين

### أوهايو
- توليدو
- ليما
- ساندوسكي
- مانسفيلد
- كولومبوس
- كانتون
- زانسفيل

### فرجينيا الغربية
- باركرسبورغ
- ويلنج
- كلاركسبيرغ
- مورغانتاون

### فرجينيا
- ستونتون
- هاريسونبرج
- شارلوتسفيل
- لينشبورغ
- ريتشموند
- نيوبورت نيوز
- نورفولك
- شاطئ فرجينيا

### شمال كارولينا
- اقتل تلال الشيطان
- كيتي هوك

أن هذا الكسوف الشمسي يظهر في عدد قليل من المدن الكبيرة مثل مينيابوليس وفيرجينيا بيتش، وهو لا يظهر في في العديد من المدن الكبرى القريبة، بما في ذلك معظم شيكاغو وكل واشنطن العاصمة وديترويت وسينسيناتي وكليفلاند. إضافة على ذلك، في كندا، ستكون مدينتا موسجاو وريجاينا شمال الكسوف مباشرة، ولكن ليس فيهما.

## الكسوف والخسوفات الأخرى

### كسوف الشمس 2098-2100
| 121 | April 1, 2098 [الإنجليزية] كسوف جزئي  | 126 | September 25, 2098 [الإنجليزية] كسوف جزئي |
| 131 | March 21, 2099 [الإنجليزية] كسوف حلقي | 136 | كسوف الشمس 14 سبتمبر 2099 كسوف كلي        |
| 141 | March 10, 2100 [الإنجليزية] كسوف حلقي | 146 | كسوف الشمس 4 سبتمبر 2100 كسوف كلي         |

### دورة ساروس 136
| دورة ساروس 29-43 بين عامي 1865 و2117 | دورة ساروس 29-43 بين عامي 1865 و2117 | دورة ساروس 29-43 بين عامي 1865 و2117 |
| 29                                   | 30                                   | 31                                   |
| ------------------------------------ | ------------------------------------ | ------------------------------------ |
| Apr 25, 1865 [الإنجليزية]            | May 6, 1883 [الإنجليزية]             | May 18, 1901 [الإنجليزية]            |
| 32                                   | 33                                   | 34                                   |
| May 29, 1919 [الإنجليزية]            | Jun 8, 1937 [الإنجليزية]             | Jun 20, 1955 [الإنجليزية]            |
| 35                                   | 36                                   | 37                                   |
| Jun 30, 1973 [الإنجليزية]            | Jul 11, 1991 [الإنجليزية]            | كسوف الشمس في 22 يوليو 2009          |
| 38                                   | 39                                   | 40                                   |
| كسوف الشمس 2 أغسطس 2027              | Aug 12, 2045 [الإنجليزية]            | Aug 24, 2063 [الإنجليزية]            |
| 41                                   | 42                                   | 43                                   |
| Sep 3, 2081 [الإنجليزية]             | كسوف الشمس 14 سبتمبر 2099            | Sep 26, 2117 [الإنجليزية]            |

### دورة Inex
| دورة Inex بين عامي 1901 و 2100:                | دورة Inex بين عامي 1901 و 2100:                 | دورة Inex بين عامي 1901 و 2100:                |
| ---------------------------------------------- | ----------------------------------------------- | ---------------------------------------------- |
| January 14, 1926 [الإنجليزية] (ًدورة ساروس 130) | December 25, 1954 [الإنجليزية] (ًدورة ساروس 131) | December 4, 1983 [الإنجليزية] (ًدورة ساروس 132) |
| كسوف الشمس 13 نوفمبر 2012 (ًدورة ساروس 133)     | October 25, 2041 [الإنجليزية] (ًدورة ساروس 134)  | October 4, 2070 [الإنجليزية] (ًدورة ساروس 135)  |
| كسوف الشمس 14 سبتمبر 2099 (ًدورة ساروس 136)     |                                                 |                                                |

### دورة تريتوس
هذا الكسوف هو جزء من دورة تريتوس، يتكرر عند العقد المتناوبة كل 135 شهرًا متزامنًا (≈ 3986.63 يومًا، أو 11 عامًا ناقص شهر واحد). مظهرها وخط طولها غير منتظمين بسبب نقص التزامن مع الشهر غير الطبيعي (فترة الحضيض)، لكن التجمعات المكونة من 3 دورات تريتوس (33 عامًا ناقص 3 أشهر) تقترب (≈ 434.044 شهرًا غير طبيعي)، لذا فإن الكسوف متشابه في هذه التجمعات.
| دورة تريتوس بين عامي 1901 و2100 | دورة تريتوس بين عامي 1901 و2100 | دورة تريتوس بين عامي 1901 و2100 | دورة تريتوس بين عامي 1901 و2100 |
| ------------------------------- | ------------------------------- | ------------------------------- | ------------------------------- |
| 29 مارس 1903 (ساروس 118)        | 25 فبراير 1914 (ساروس 119)      | 24 يناير 1925 (ساروس 120)       |                                 |
| 25 ديسمبر 1935 (ساروس 121)      | 23 نوفمبر 1946 (ساروس 122)      | 23 أكتوبر 1957 (ساروس 123)      |                                 |
| 22 سبتمبر 1968 (ساروس 124)      | 22 أغسطس 1979 (ساروس 125)       | 22 يوليو 1990 (ساروس 126)       |                                 |
| 21 يونيو 2001 (ساروس 127)       | 20 مايو 2012 (ساروس 128)        | 20 أبريل 2023 (ساروس 129)       |                                 |
| 20 مارس 2034 (ساروس 130)        | 16 فبراير 2045 (ساروس 131)      | 16 يناير 2056 (ساروس 132)       |                                 |
| 17 ديسمبر 2066 (ساروس 133)      | 15 نوفمبر 2077 (ساروس 134)      | 14 أكتوبر 2088 (ساروس 135)      |                                 |
| 14 سبتمبر 2099 (ساروس 136)      |                                 |                                 |                                 |